# Earophila approximata
Earophila approximata fue una división taxonómica para una especie de polilla perteneciente a la familia Geometridae, descrita por primera vez por Barend Jan Lempke en 1950. Carece de descripción de su especie holotipo, poco se supo de esta polilla.
El nombre fue borrado del Global Biodiversity Information Facility en febrero de 2018. En algunas bases de datos es puesta como sinonimia de Pterapherapteryx, un genero monotípico de la misma familia.